# 徐夫人 (孙翊)
徐夫人（2世纪？—？），真名失傳。东汉末年孙翊之妻，孙松之母。有美色。擅占卜。曾暗中与徐元、孙高、傅婴埋設伏兵殺死妫览、戴员，为夫报仇。

## 生平
建安九年（204年），丹杨郡诸县令长一齐会见孙翊，孙翊命妻子徐氏为他作宴卜卦，徐氏说“卦不能佳，可须异日”，劝孙翊不要作宴了。而孙翊认为长吏等官员来了很久，应该尽快让他们离开，于是开始送客。平时孙翊出入时都会持刀，但当时因有醉意，所以空手送客，由此边鸿趁机从后斩杀孙翊。
妫览入居军府中，收了孙翊的嫔妾及左右侍御，连孙翊之妻徐氏也想占为己有，徐氏忍辱负重，不敢直接反抗而假意答应，并对妫览说：“只是我夫新丧，当务之急眼下正是替先夫服丧期间，妾心情抑郁，如何能侍奉将军？莫不如到了月底，让我祭奠先夫后，脱去丧服，到时再顺从将军，岂不更好？”而以在月底的晦日祭奠完孙翊，脱去丧服，从而争取到时间。
徐氏秘密暗中联络孙翊亲信部将孙高、傅婴，并呼唤二位将军进入内室，徐氏先是哭倒在地对二位将军说：“妫览勾结戴员作乱，谋害先夫，又将罪责归咎于边鸿，如今已经强夺了兵权与妾室，现在又要逼迫于我。我要替先夫报仇，只能假意应允妫览的请求，还请两位将军助我杀贼，为先夫报仇。”孙、傅二人泣答曰：“夫人您太客氣了，我們小輩承受不起啊！请夫人快快起身。将军府君生前在世时，待我二人恩重如山，将军府君遇害，我二人无法相救将军府君，本应追随将军府君殉逝，但为了报将军府君厚恩，我二人苟活至今，正是为了杀贼报将军府君之仇，今夫人与我二人心思相同，我二人均听夫人听候差遣，赴汤蹈火在所不辞。”徐氏对孙、傅二人答谢说：“先夫果然没有看错二位将军。”于是徐氏与孙、傅二人开始谋划布局对付妫览、戴员，由此孙高、傅婴二人招集了旧日孙翊的二十多个可靠又信任的护卫随从一起行事。
晦日，设祭。当天徐氏哭泣十分悲伤直到结束葬礼。脫去葬服后，薰香沐浴，与妫览谈笑自若，人们怪其如此。于房中设帐，实质却将孙、傅等人秘密埋伏于屋中。为了不使妫览怀疑，而笑面迎人，并派人请妫览到其房中，妫览暗中派人去看她，见徐氏的表现后也没有再怀疑，于是前去。徐氏见妫览就出门拜迎，但一拜后就大呼“二君可起！”立即呼叫二位将军出来杀贼，孙高、傅婴二人拔刀将妫览杀害，而徐元等随从们也在外面将戴员杀了，徐氏再次穿上喪服，遂以二人首级祭奠夫君孙翊之墓，當時的軍士對此行義感到驚奇。

## 家庭

### 夫
- 孙翊

### 儿女
- 孙松

## 艺术形象

### 三国演义
三国演义中徐氏報仇后回家养老，甚至稱后人有诗曰：「才节双全世所无，奸回一旦受摧锄。
庸臣从贼忠臣死，不及东吴女丈夫。」讃美她。

### 游戏
- 三国杀（2017年）
- 极略三国（2022年）

## 评价

### 后人评价
- 李贽：“如徐氏权智，孔明，公瑾，孟德，仲达具逊一筹,千古一人，万古一人也，妇人云乎哉！”

- 蔡东藩：“糜夫人甘心殉难，亦可谓贤妻。孙徐氏以不死报夫仇，刘糜氏以宁死全夫嗣，俱足为彤史生光云。”

- 罗贯中：“才节双全世所无，奸回一旦受摧锄。庸臣从贼忠臣死，不及东吴女丈夫。”